# André-Jacques Garnerin
|                                                       |  |                           |
| André-Jacques Garnerin door Edward Hawke Locker, 1802 |  | De parachute van Garnerin |

André-Jacques Garnerin (Parijs, 30 januari 1769 – aldaar, 18 augustus 1823) was een Frans luchtvaartpionier. Hij was de eerste die een succesvolle sprong met een parachute zonder raamwerk uitvoerde.
Garnerin was een leerling van uitvinder en ballonbouwer Jacques Charles. Garnerin werd als commissaris van het noordelijk Franse leger gevangengenomen door Oostenrijkse troepen bij gevechten bij Marchiennes. Hij bracht enkele jaren in krijgsgevangenschap door. Tijdens die periode werkte hij de ideeën van Jean-Pierre Blanchard uit en berekende hij hoe groot een parachute moest zijn om een val uit een ballon vanop grote hoogte te kunnen overleven. Op 22 oktober 1797 steeg hij vanaf het Parc de Mousseaux (huidige Parc Monceau) op in een mandje dat onder een luchtballon was gebonden. Op een hoogte van 900 meter sneed hij de koord die hem verbond door en opende de parachute zich met een klap. Ook al slingerde de parachute hevig, toch landde hij veilig. Later herhaalde hij dit experiment regelmatig, in Frankrijk en in het buitenland.
Hij huwde met Jeanne Geneviève Labrosse, die de eerste vrouw werd die een parachutesprong uitvoerde. Ook zijn broer en zijn nicht Élisa Garnerin voerden sprongen met zijn parachute uit. 